# Olaf Hovdenak
Olaf Hovdenak (Olaf Sigvart Hovdenak; * 6. Oktober 1891 in Trondheim; † 12. September 1929 ebd.) war ein norwegischer Langstreckenläufer.
Bei den Olympischen Spielen 1912 in Stockholm kam er im Crosslauf in der Mannschaftswertung auf den vierten und in der Einzelwertung auf den 19. Platz.
1913 und 1916 wurde er jeweils Norwegischer Meister über 5000 und 10.000 Meter.